# Jean-Jacques Olier
Jean-Jacques Olier de Vaudreuil (Paris, 20 de setembro de 1608 – Paris, 2 de abril de 1657) foi um sacerdote católico e fundador do Seminário e Sociedade de São Sulpício ou Companhia dos Padres de São Sulpício que teve um grande papel na evangelização do Canadá.

## Biografia
Estudou com os jesuítas de 1617 a 1625, tornou-se sacerdote incentivado por São Francisco de Sales. Estudou filosofia em Harcourt e teologia escolástica e patrística na Sorbonne. Foi ordenado em 21 de maio de 1633. Os anos de 1633-1639 forma marcados por dois encontros qui influíram na sua espiritualidade: Madre Santa Agnes de Langeac, priora do convento das dominicanas de Langeac e Charles Condren, sucessor de Bérulle à frente do Oratório.

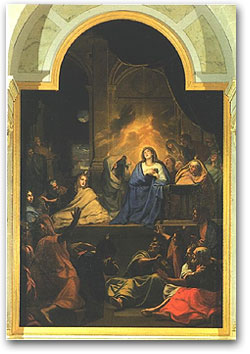
O Pentecostes, de Charles Le Brun, encomendado por Olier para a Capela do Seminário de São Sulpício

Após dois anos difíceis, Jean-Jacques Olier passou os anos de 1633-1634 num tempo de vida comunitária, consagrado à oração, ao estudo, à leitura de Bíblia e a adoração eucarística.
Em 1642, foi nomeado Cura da paróquia da Igreja de São Sulpício. Olier estabeleceu uma verdadeira comunidade de padres no seio desta paróquia, que desenvolverá uma atividade no domínio da liturgia, do catecismo e obras de caridade. Assim nasceu o Seminário de São Sulpício dedicado à formação do clero. E daí ensinou uma espiritualidade sacerdotal mariana.
Tomou posição contra o movimento jansenista, fundou a Sociedade de Notre-Dame de Montréal com Jérôme Le Royer de la Dauversière destinada à evangelização da "Nova França" e foi um dos principais atores do movimento de renovação espiritual e sacerdotal católico na França, no século XVII.